# WKS Grodno
WKS Grodno – polski klub piłkarski z siedzibą w Grodnie. Rozwiązany podczas II wojny światowej.

## Historia
Chronologia nazw:
- 1922-1934: WKS 76 pp Grodno
- 1934-1939: WKS Grodno

Piłkarska drużyna WKS 76 pp została założona w Grodnie w latach 20. XX wieku. Zespół reprezentował 76 Lidzki pułk piechoty im. Ludwika Narbutta, a później i cały garnizon. Większość graczy byli wojskowymi podoficerami, było też 3 studentów i kilku pracowników fizycznych. Prezesem klubu wówczas był płk dypl. Antoni Żurakowski. Kierownikiem selekcji piłkarskiej był por. Bronisław Dowgiało. W pracy selekcji duży nacisk kładziony był na wychowanie juniorów.
Od 1929, kiedy został utworzony Białostocki OZPN, występował w rozgrywkach polskiej okręgowej ligi Białystok - Klasa A. Osiem razy sięgał po tytuł mistrzowski okręgu Białostockiego. Tylko dwa razy: w 1930 i 1935 roku mistrzem województwa zostawała drużyna nie z Grodna.
W 1934 odbyła się fuzja z Cresovią oraz innymi wojskowymi klubami z Grodna, w wyniku czego powstał klub WKS Grodno.
Klub 8 razy grał w grupach eliminacyjnych dla mistrzów okręgówek, walczących w barażach o awans do I ligi. Nigdy nie zakwalifikował się do najwyższej klasy.
We wrześniu 1939, kiedy wybuchła II wojna światowa, klub przestał istnieć.

## Sukcesy
- mistrz Białostockiego OZPN (8x):

1931, 1932, 1933, 1934, 1936, 1937, 1938, 1939

## Sezony
| Poziomy rozgrywkowe | Poziomy rozgrywkowe | Poziomy rozgrywkowe | Poziomy rozgrywkowe | Poziomy rozgrywkowe | Sezony, opis | Sezony, opis    | Sezony, opis | Sezony, opis | Sezony, opis | Sezony, opis  | Sezony, opis                                                             | Sezony, opis         | Sezony, opis     |
| I                   | II                  | III                 | IV                  | V                   | Sezon        | Liga            | Poz.         | Pkt.         | Bramki       | Z/R/P         | Uwagi                                                                    | Nazwa                | ZPN              |
| ------------------- | ------------------- | ------------------- | ------------------- | ------------------- | ------------ | --------------- | ------------ | ------------ | ------------ | ------------- | ------------------------------------------------------------------------ | -------------------- | ---------------- |
| MP                  | A                   | B                   | C                   |                     | 1926         | Klasa B         | 3            | b.d.         | b.d.         | b.d.          |                                                                          | WKS 76 Pułk Piechoty | Wileński OZPN    |
| L                   | A                   | B                   | C                   |                     | 1927         | Klasa B         | 2            | b.d.         | b.d.         | b.d.          |                                                                          | WKS 76 Pułk Piechoty | Wileński OZPN    |
| L                   | A                   | B                   | C                   |                     | 1928         | Klasa B         | 3            | b.d.         | b.d.         | b.d.          |                                                                          | WKS 76 Pułk Piechoty | Warszawski OZPN  |
| L                   | A                   | B                   | C                   |                     | 1929         | Klasa A         | 5            | 7            | 14-14        | 2/3/5         |                                                                          | WKS 76 Pułk Piechoty | Białostocki OZPN |
| L                   | A                   | B                   | C                   |                     | 1930         | Klasa A         | 6            | b.d.         | b.d.         | b.d.          |                                                                          | WKS 76 Pułk Piechoty | Białostocki OZPN |
| L                   | A                   | B                   | C                   |                     | 1931         | Klasa A         | 1            | 25           | 58-11        | 12/1/1        |                                                                          | WKS 76 Pułk Piechoty | Białostocki OZPN |
| L                   | A                   | B                   | C                   |                     | 1932         | Klasa A         | 1            | 26           | 55-14        | 13/0/1        |                                                                          | WKS 76 Pułk Piechoty | Białostocki OZPN |
| L                   | A                   | B                   | C                   |                     | 1933         | Klasa A (gr.II) | 1 (1)        | 11 (4)       | 34-7 (5-2)   | 5/1/0 (2/0/0) | Były 2 grupy klasy A.                                                    | WKS 76 Pułk Piechoty | Białostocki OZPN |
| L                   | A                   | B                   |                     |                     | 1934         | Klasa A (gr.II) | 1 (1)        | 10 (4)       | 23-5 (7-2)   | 5/0/1 (2/0/0) | Fuzja klubów Grodzieńskich: WKS 76 PP. i Cresovii. Były 2 grupy klasy A. | WKS                  | Białostocki OZPN |
| L                   | A                   | B                   |                     |                     | 1935         | Klasa A (gr.II) | 1 (2)        | b.d. (0)     | b.d. (1-3)   | b.d. (0/0/2)  | Były 2 grupy klasy A.                                                    | WKS                  | Białostocki OZPN |
| L                   | A                   | B                   |                     |                     | 1936         | Klasa A (gr.II) | 1 (1)        | b.d. (6)     | b.d. (8-3)   | b.d. (3/0/1)  | Były 3 grupy klasy A.                                                    | WKS                  | Białostocki OZPN |
| L                   | A                   | B                   |                     |                     | 1936/1937    | Klasa A         | 1            | 18           | 50-9         | 9/0/2         | Brak wyników 3 meczów.                                                   | WKS                  | Białostocki OZPN |
| L                   | A                   | B                   |                     |                     | 1937/1938    | Klasa A         | 1            | 23           | 57-10        | 11/1/0        | Brak wyników 2 meczów.                                                   | WKS                  | Białostocki OZPN |
| L                   | A                   | B                   |                     |                     | 1938/1939    | Klasa A         | 1            | 18           | 52-16        | 9/0/1         |                                                                          | WKS                  | Białostocki OZPN |

- W sezonach z podziałem na grupy zwycięzcy grup toczyli bezpośrednią walkę o mistrzostwo OZPN - (wyniki w nawiasach).
- Mistrz OZPN startował w eliminacjach o ligę. W przedwojennej Polsce z białostockiego OZPN żadna drużyna nie zakwalifikowała się do ligi.

## Znani piłkarze
- Jerzy Hasselbusch
- Adam Haliszka